# Radio Azad Hind
La Radio Azad Hind fue un servicio de radio de propaganda que se inició bajo el liderazgo del Netaji Subhas Chandra Bose en Alemania en 1942 para alentar a los indios a luchar por la libertad e independencia. Aunque inicialmente con sede en Alemania, su sede se trasladó a Singapur y luego a Rangún tras el curso de la guerra en el Sudeste Asiático. Luego de la partida del Netaji al sudeste asiático, las operaciones alemanas fueron continuadas por A. C. N. Nambiar, jefe de la Legión India en Alemania y más tarde embajador del Arzi Hukumate Azad Hind en Alemania.
La estación transmitió boletines de noticias semanales en inglés, hindi, tamil, bengalí, maratí, panyabí, pastún y urdu solo porque estos eran los idiomas de los posibles voluntarios para la Legión India en Alemania y el Ejército Nacional Indio en el sudeste asiático. La mayoría de los voluntarios solo hablaban estos idiomas indios. 
La Radio Azad Hind tenía como objetivo contrarrestar las transmisiones de las estaciones de radio aliadas. En la Radio Azad Hind, Netaji se refirió a la British Broadcasting Corporation (BBC) como Bluff and Bluster Corporation y All India Radio como Anti Indian Radio.